# Železniční trať Bagdád–Basra

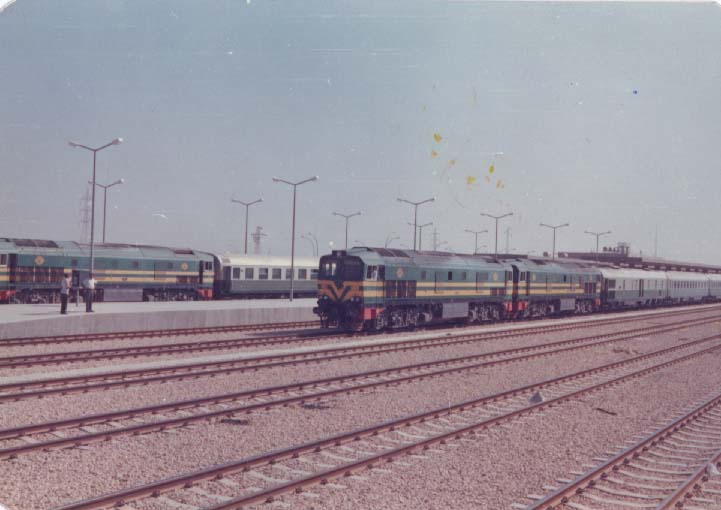
Nádraží ve městě Samavá na historické fotografii

Železniční trať Bagdád–Basra (arabsky خط سكة حديد من بغداد إلى البصرة‎) je hlavní železniční trať v Iráku, která spojuje dvě uvedená města. 

## Parametry trati
Trať má rozchod 1435 mm a je dlouhá 549,4 km. Ve stanici Šu'ajba odbočuje trať do přístavu Umm Kasr v Perském zálivu. 
Trať vede z hlavního nádraží v Bagdádu a pokračuje přes řadu měst, většími z nich jsou: Musajíb, Al-Mahávil, Hilla, Al-Diváníja, Samavá, Násiríja a Basra.

## Historie
První železniční spojení mezi oběma městy bylo vybudováno během první světové války a v následujících letech. Bylo tak uskutečněno pod britskou kontrolou na metrovém rozchodu. Trať provozovaly tzv. Mezopotámské železnice a po roce 1958 Irácké republikové železnice. Součástí stavby byla i zařízení vybudovaná armádou během války. Výstavba celé trati probíhala po částech; poslední úsek byl dokončen v roce 1924. V provozu byla trať až do roku 1968, kdy ji nahradila současná.
V 60. letech 20. století vybudovala irácká státní železniční společnost IRR trať s moderními parametry, která nahradila původní. Byla otevřena dne 10. března 1964, zpočátku pouze pro nákladní dopravu, od 25. dubna 1968 zde nicméně byla zahájena také doprava osobní. Původní trať z 20. let minulého století byla snesena a její těleso opuštěno. 
Trať byla poškozena během války v Zálivu. Provoz zde byl přerušen nejspíše do listopad 1990. Po skončení války byly provedeny opravy a vlaky opět jezdily od 22. května 1991.
Různé sankce, války a další embarga vedly k tomu, že se stav trati postupně zhoršoval. Po válce v Iráku v roce 2003 zde byly mimo jiné časté krádeže, nezbytné bylo vyměnit některé staré dřevěné pražce za moderní betonové.
Vzhledem k nestabilní politické a ekonomické situaci v Iráku byla spolehlivost provozu v posledních desetiletích tak nízká, že jízdní řády neuváděly ani časy příjezdů. Doba jízdy přesahující jeden den na celé trase nebyla ničím neobvyklým. Původně vlak jezdil denně, ale od omezení způsobených pandemií covidu-19 byl v provozu jen třikrát týdně. Vlaky jsou provozovány vždy v noci, jízdní doba má dosahovat 8 hodin 30 minut. V provozu mají být soupravy, které pro Irák dodala Čínská lidová republika.

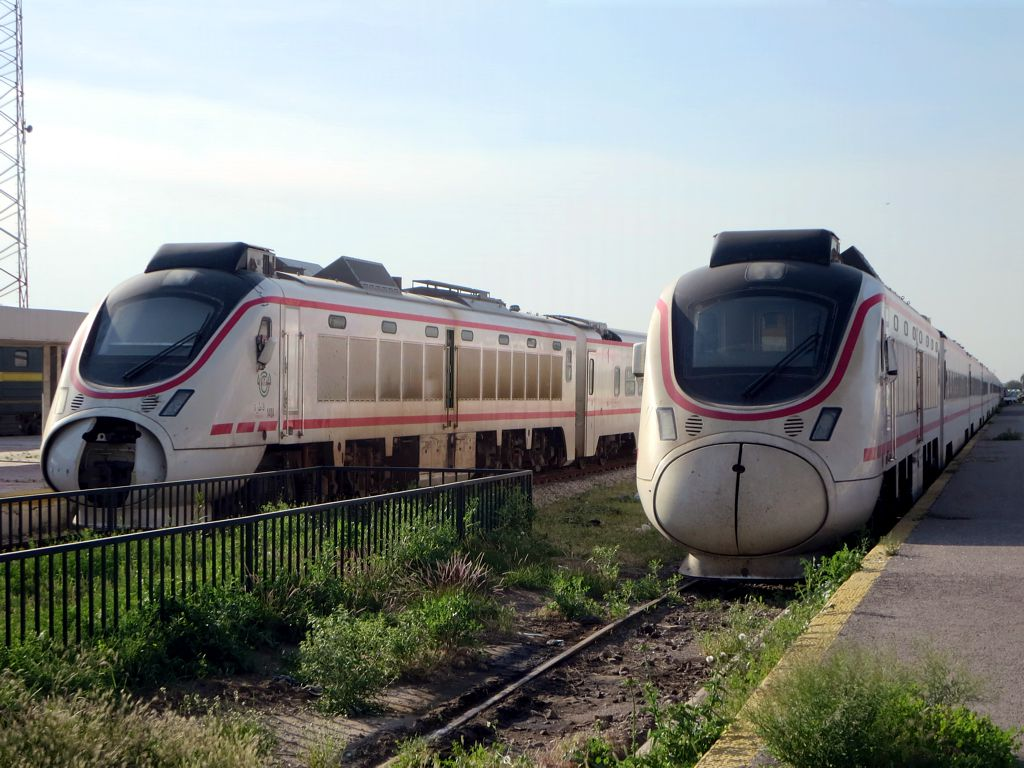
Vlaky na nádraží v Basře

V roce 2011 probíhala jednání o výstavbě vysokorychlostní trati. Tato jednání byla obnovena v roce 2023. Význam modernizace a zrychlení dopravy na trati spočívá také v dopravě zboží z přístavu na břehu Perského zálivu a do Evropy. Má se stát součástí tzv. Nové Hedvábné stezky.
Rovněž díky nové železniční trati u Basry došlo k spojení s íránskou železniční sítí.
Na trati došlo k řadě různých sabotáží nebo teroristických útoků. Větší nádraží proto mají být vybavena kamerovým systémem.

## Význam
Trať spojuje významná větší města jižně od Bagdádu. Je také klíčová pro irácký průmysl a energetiku, neboť jsou na ni napojené některé elektrárny, např. Musajíbská tepelná elektrárna, a továrny.